# Маснюк Петро Васильович
Петро́ Васильович Масню́к — майор Збройних сил України, учасник російсько-української війни.

## З життєпису
Учасник боїв за Донецький аеропорт і Дебальцеве. 17 січня 2015-го 13-й батальйон 95-ї окремої аеромобільної бригади дістав наказ рушати з місця постійної дислокації в Житомирі. Займати позиції довелося під постійними обстрілами терористів. 23 січня десантники пішли на штурм позицій терористів на шахті між Авдіївкою і Спартаком, однак далеко противника відкинути не вдалося, артилеристи повідомили, що між позиціями було лише 337 метрів. Протягом цілодобових атак з десятками жертв терористів підрозділам удалося відстояти позиції. Після того дістали наказ зайняти населений пункт Спартак — на той час мирних жителів там не було, його перетворено на укріплений район.
У перші хвилини штурму Спартака десантники втратили 2 БТР, піхоті доводилося йти в густому тумані, після кількагодинного бою дістали наказ відійти на займані позиції. 12 лютого за наказом група рушила в район Дебальцівського виступу й зайняла позиції біля селища Луганського. Зайнявши під вогнем танків терористів дві панівні висоти, десантнки тримали дві доби «коридор життя» з Дебальцевого. У боях за «коридор диття» загинуло 6 десантників з 13-го батальйону, 25 поранено.
Станом на весну 2019 року — заступник командира батальйону–начальник повітряно-десантної служби 13-го окремого десантно-штурмового батальйону.

## Нагороди
За особисту мужність і високий професіоналізм, виявлені у захисті державного суверенітету та територіальної цілісності України, вірність військовій присязі, відзначений — нагороджений
- орденом Богдана Хмельницького III ступеня (3.7.2015).